# Chlorophorus pseudoswatensis
Chlorophorus pseudoswatensis là một loài bọ cánh cứng trong họ Cerambycidae.